# 漢諾威島
漢諾威島是智利的島嶼，位於該國南部麥哲倫海峽以北的太平洋海域，由麥哲倫-智利南極大區負責管轄，面積812平方公里，最高點海拔高度1,158米。
51°0′S 74°40′W / 51.000°S 74.667°W